# پیتمن (فلوریدا)
پیتمن (به انگلیسی: Pittman) یک منطقهٔ مسکونی در ایالات متحده آمریکا است که در شهرستان لیک، فلوریدا واقع شده‌است. پیتمن ۳٫۳ کیلومتر مربع مساحت و ۱۹۲ نفر جمعیت دارد و ۲۱ متر بالاتر از سطح دریا قرار دارد.